# B-Sides and Rarities (album de Boyzone)
Pour les articles homonymes, voir B-Sides and Rarities.
Albums de Boyzone
Back Again... No Matter What
(2006) Brother
(2008)
B-Sides and Rarities est la sixième compilation du groupe irlandais Boyzone. Il est sorti le même jour que Back Again... No Matter What, l'album qui contient les plus grands single du groupe, le 13 octobre 2008. B-Sides and Rarities contient dix titres :  six titres remixés et quatre titres rares.

## Liste des titres
1. Key to My Life (Unlocked Mix)
2. Words (Alternate Mix)
3. A Different Beat (Remix)
4. All That I Need (Phil Da Costa's Oxygen Edit)
5. Mystical Experience
6. Coming Home Now (Steve Jervier Mix)
7. Megamix (Love To Infinity Remix)
8. So Good (Radio Edit)
9. Let the Message Run Free
10. Boyzone Interview

## Charts
| Chart (2008)    | Position |
| --------------- | -------- |
| UK Albums Chart | 34       |